# Corona di Finlandia

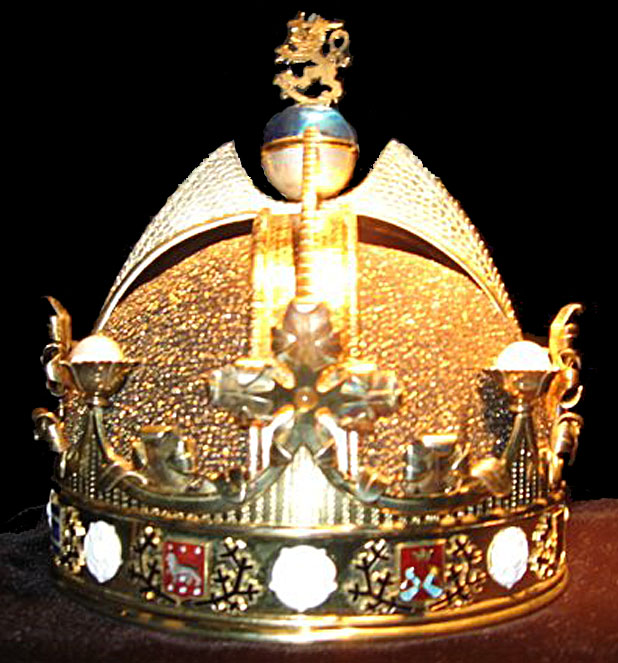
La corona di Finlandia, realizzata nel 1990 sulla base dei disegni antichi

La Corona di Finlandia fu la corona nazionale adottata durante il breve Regno di Finlandia.

## Storia
Nel 1918 venne disegnata la corona per il re di Finlandia, che assunse nel contempo anche i titoli di re di Karelia, Duca di Åland, Gran Principe di Lapponia, Signore di Kaleva e del Nord (Suomen ja Karjalan kuningas, Ahvenanmaan herttua, Lapinmaan suuriruhtinas, Kalevan ja Pohjolan isäntä).
Ad ogni modo la situazione politica cambiò poco dopo che la nuova corona potesse essere usata per la cerimonia d'incoronazione del primo monarca della Finlandia indipendente, dopo secoli di dominazione svedese e russa. Alla fine del 1918, infatti, l'incoronato re Carlo I dovette abdicare al proprio trono e lo stato adottò la costituzione repubblicana.
La corona, che difatti non venne mai realizzata fisicamente, venne prodotta nel 1990 dall'orafo Teuvo Ypyä, basandosi sui disegni originali, ed è oggi conservata presso il museo di Kemi. La corona, realizzata in argento smaltato, consiste in un cerchio d'oro con gli stemmi delle varie province del reame. Sopra il cerchio d'oro si trovano due archi ma, a differenza della maggior parte delle corone europee, essa non presenta nella parte terminale il classico globo crucigero, ma piuttosto un leone rampante in oro che riprende quello araldico usato nello stemma della Finlandia. La circonferenza interna del serto è di circa 58 centimetri ed il peso è di 2 chilogrammi.